# Иаков (Шубский)
Архимандрит Иаков (в миру Яков Алексеевич Шубский; ум. 1790) — архимандрит Русской православной церкви.

## Биография
Уроженец слободы Белков, ахтырского полка, Яков Шубский в детском возрасте благодаря своему прекрасному голосу, был взят в Придворную капеллу. Когда же он лишился голоса, был назначен чтецом, а потом ктитором придворной церкви.
Императрица Елизавета Петровна благоволила к нему и произвела Якова Алексеевича Шубского в бригадиры. После смерти императрицы Елизаветы Шубский покинул Петербург и поселился в сумском Успенском монастыре, где скончался иеромонахом его отец, служивший ранее в среде белого духовенства.
В 1753—1760 годы Яков Алексеевич Шубский выстроил на свои средства Храм над монастырскими вратами и оказал значительную материальную поддержку монастырю в постройке главного монастырского храма; келий для себя в монастыре он также построил на свои средства.
Через некоторое время после поселения в монастыре принял монашество и был посвящен во иеромонаха.
По указу Священного Синода 4 апреля 1787 года Иаков Шубский был произведен во игумена и назначен настоятелем монастыря. Когда в 1788 году сумский Успенский монастырь был закрыт с обращением его церкви в приходскую, игумену Иакову было разрешено оставаться в своих келиях, с именованием игуменом заштатного старохарьковского монастыря.
В ноябре 1789 года перешел на жительство в село Токари, сумской округи, к помещику майору Смагину, где и скончался 14 февраля 1790 года.